# 월드컵터널

월드컵터널은 마포구 성산동에 위치하고 매봉산을 관통하여 상암 월드컵 경기장 서측과 상암사거리를 잇는 터널로, 증산로의 일부이다.

## 건설 정보
1. 준공년도: 2001년
2. 총 연장: 305 m
3. 폭 (상/하행 동일): 14 m
4. 높이 (상/하행 동일): 9 m[1]

## 주변 정보
- 서울월드컵경기장
- 디지털 미디어 시티(DMC)
- 월드컵 공원
- 월드컵대교